# Giovan Battista Formentini
Giovan Battista Formentini (Brescia, 28 giugno 1808 – Brescia, 5 maggio 1881) è stato un patriota e politico italiano, sindaco di Brescia nel 1863, dal 1866 al 1872 e dal 1874 al 1880.

## Biografia
Nel 1848 si arruolò fra gli artiglieri a protezione delle mura cittadine. L'anno dopo, durante le Dieci giornate di Brescia, combatté a Porta Torlonga e, a fianco di Tito Speri, a Sant'Eufemia. Nel 1853 si recò con altri presso Radetzky per chiedere la grazia allo stesso Speri. Nel 1859, combatté con Garibaldi nella battaglia di Treponti.
Nel gennaio 1860 fu chiamato dalla destra filocavouriana e liberal moderata a far parte del primo consiglio eletto della città. Fu eletto assessore a dicembre e confermato nell'incarico sia alla fine del 1861 che del 1862. Dalla seduta consiliare del 22 gennaio 1863 assunse le funzioni di sindaco in attesa che il Re provvedesse alla nomina del successore di Valotti, dimessosi l'anno precedente dopo i risultati delle elezioni comunali parziali. Nel marzo dello stesso anno cedette l'incarico al neosindaco Facchi. Quando quest'ultimo venne confermato deputato alle politiche del 1867, Formentini riassunse nuovamente la carica di sindaco facente funzione. Nello stesso anno fu eletto al consiglio provinciale in rappresentanza del secondo mandamento di Brescia. Solo con regio decreto 23 gennaio 1869 ottenne la nomina a sindaco.
Alle elezioni politiche del 1870 venne candidato dalla sinistra locale, dominata dalla figura di Zanardelli, al collegio elettorale di Brescia con lo scopo di mettere in difficoltà il candidato ufficiale della Destra, l'ex sindaco Facchi, il quale riuscì a confermarsi al seggio cittadino soltanto con il ballottaggio.
Formentini si dimise da sindaco, per motivi di salute, il 24 novembre 1872. Alla fine del 1874, quando il suo successore Salvadego fu eletto deputato in rappresentanza di Brescia per la XII Legislatura, tornò ad operare come sindaco facente funzione e poi come sindaco. Dopo la rivoluzione parlamentare del 1876, si accordò con la sinistra locale per mantenere la carica e portare a compimento alcuni suo progetti tra cui la fusione dell'amministrazione comunale di Brescia con quella dei cinque comuni suburbani, detti delle Chiusure. Nonostante le resistenze delle amministrazioni di questi cinque comuni, la fusione venne completata il 1º luglio 1880.
Formentini si dimise dalla carica di sindaco, ancora una volta per motivi di salute, il 2 febbraio 1880. Rimase consigliere comunale e fu confermato nell'incarico anche nelle elezioni generali cittadine che si tennero in settembre. In seguito appoggiò la giunta guidata dal nuovo sindaco Barbieri. Alla sua morte, avvenuta il 5 maggio 1881, fu l'unico ad essere stato consigliere senza interruzioni dalle elezioni comunali del gennaio 1860.